# 4891 Blaga
4891 Blaga је астероид главног астероидног појаса са средњом удаљеношћу од Сунца која износи 3,161 астрономских јединица (АЈ).
Апсолутна магнитуда астероида је 12,0.